# Aetomilítsa
Aetomilítsa (Aetomilitsa) är en ort i Grekland.   Den ligger i prefekturen Nomós Ioannínon och regionen Epirus, i den nordvästra delen av landet, 400 km nordväst om huvudstaden Aten. Aetomilítsa ligger 1 477 meter över havet och antalet invånare är 432.
Terrängen runt Aetomilítsa är kuperad åt nordost, men åt sydväst är den bergig. Runt Aetomilítsa är det mycket glesbefolkat, med 4 invånare per kvadratkilometer. Aetomilítsa är det största samhället i trakten. Omgivningarna runt Aetomilítsa är en mosaik av jordbruksmark och naturlig växtlighet.